# Frankfurt Hauptbahnhof

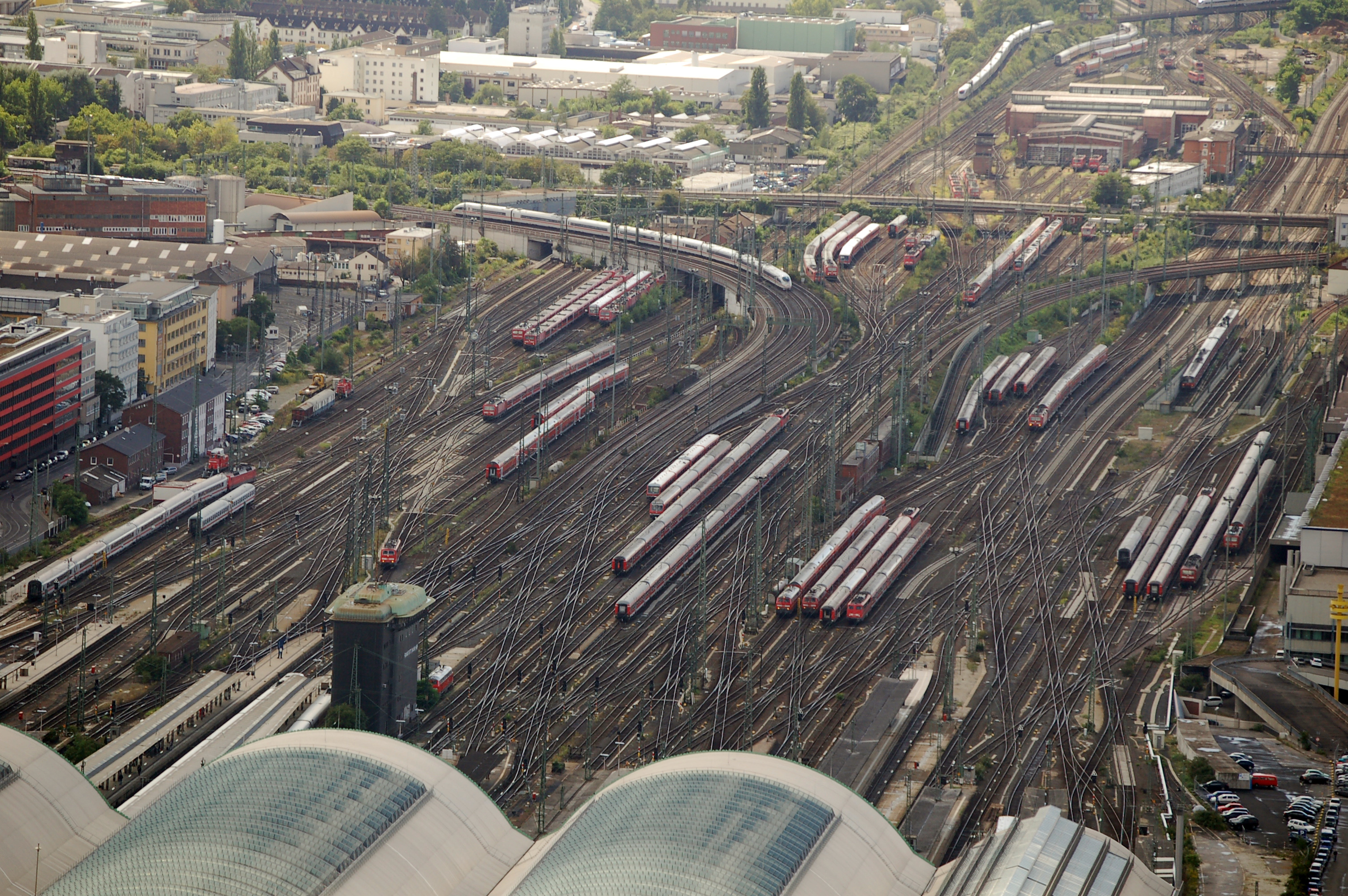
A pályaudvar a magasból

A Frankfurt Hauptbahnhof Frankfurt am Main legfontosabb pályaudvara, fejpályaudvar. 1888. augusztus 18-án nyílt meg. Földrajzi elhelyezkedésénél fogva Németország egyik legfontosabb és legforgalmasabb vasúti pályaudvara, 2014-ben naponta 450 000 utas használta. 2010-ben napi 342 távolsági vonat, 290 regionális vonat és 1100 S-Bahn vonat indult innen. A hatalmas vasútállomásnak 24 fővágánya, 4 S-Bahn vágánya és 4 metróvágánya van. A német vasútállomáskategória első osztályába tartozik, ebben a kategóriában 21 német főpályaudvar található, jellemzően a legnagyobbak és legfontosabbak.

## Vasútvonalak
A pályaudvarról az alábbi vonalak indulnak ki:
- Köln–Frankfurt nagysebességű vasútvonal
- Main-Weser-vasútvonal
- Kinzig Valley-vasútvonal
- Frankfurt–Hanau-vasútvonal
- Taunus-vasútvonal
- Main-vasútvonal
- Main-Neckar-vasútvonal

A föld alól:
- Main-Lahn-vasútvonal
- Homburg-vasútvonal

## Forgalom
Az állomásról ICE motorvonatok indulnak München, Zürich Regensburg és Drezda felé, továbbá  regionális vonatok Koblenz, Limburg an der Lahn, Kassel, Nidda, Stockheim, Siegen, Fulda, Gießen, Aschaffenburg, Würzburg, Mannheim, Heidelberg, Dieburg, Eberbach, Worms és Saarbrücken felé.

### Távolsági forgalom
| Járat         | Útvonal | Ütem              |
| ------------- | --- | ----------------- |
| ICE 11        | Berlin Ostbahnhof – Hildesheim Hbf – Kassel-Wilhelmshöhe – Frankfurt (Main) Hbf – Mannheim Hbf – Stuttgart Hbf – Augsburg Hbf – München Hbf | kétóránként       |
| ICE 12        | Berlin Ostbahnhof – Hildesheim Hbf – Kassel-Wilhelmshöhe – Frankfurt (Main) Hbf – Mannheim Hbf – Karlsruhe Hbf – Freiburg (Brsg) Hbf – Basel SBB (– Interlaken Ost) | kétóránként       |
| ICE 20        | (Kiel Hbf –) Hamburg Hbf – Hannover Hbf – Kassel-Wilhelmshöhe – Frankfurt (Main) Hbf – Mannheim Hbf – Karlsruhe Hbf – Freiburg (Brsg) Hbf – Basel SBB (– Zürich HB) | kétóránként       |
| ICE 22        | (Kiel Hbf –) Hamburg Hbf – Hannover Hbf – Kassel-Wilhelmshöhe – Frankfurt (Main) Hbf – Frankfurt Flughafen Fernbf – Mannheim Hbf – Stuttgart Hbf | kétóránként       |
| ICE 31 ICE 31 | (Kiel Hbf –) Hamburg Hbf – Osnabrück Hbf – Dortmund Hbf – Duisburg Hbf – Köln Hbf – Koblenz Hbf – Frankfurt (Main) Hbf – Mannheim Hbf – Freiburg (Brsg) Hbf – Basel SBB illetve Würzburg Hbf – Nürnberg Hbf – Regensburg Hbf – Passau Hbf (– Linz Hbf – Wien Hauptbahnhof) | kétóránként       |
| ICE 41        | (Dortmund Hbf –) Essen Hbf – Duisburg Hbf – Köln Messe/Deutz – Frankfurt Flughafen Fernbf – Frankfurt (Main) Hbf – Würzburg Hbf – Nürnberg Hbf – München Hbf | óránként          |
| ICE 49        | Köln Hbf – Siegburg/Bonn – Montabaur – Limburg Süd – Frankfurt Flughafen Fernbf – Frankfurt (Main) Hbf | egyszer naponta   |
| ICE 50        | Dresden Hbf – Leipzig Hbf – Erfurt Hbf – Eisenach – Fulda – Frankfurt (Main) Hbf – Frankfurt Flughafen Fernbf – Wiesbadeni főpályaudvar | kétóránként       |
| ICE 78        | Amsterdam Centraal – Arnhem – Duisburg Hbf – Köln Hbf – Frankfurt Flughafen Fernbf – Frankfurt (Main) Hbf | kétóránként       |
| ICE 79        | Brüssel Süd – Liège-Guillemins – Aachen Hbf – Köln Hbf – Frankfurt Flughafen Fernbf – Frankfurt (Main) Hbf | négyóránként      |
| ICE/TGV 82    | Frankfurt (Main) Hbf – Mannheim Hbf – Kaiserslautern Hbf – Saarbrücken Hbf – Paris Ost | négyóránként      |
| TGV 9580/9581 | Frankfurt (Main) Hbf – Mannheim Hbf – Karlsruhe – Baden-Baden – Strasbourg - Mulhouse-Ville - Belfort-Montbéliard - Besançon Franche-Comté - Mâcon-Ville - Lyon-Part-Dieu - Avignon - Aix-en-Provence - Gare de Marseille-Saint-Charles                                    | naponta 14:00-kor |
| ICE 91        | Frankfurt (Main) Hbf – Würzburg Hbf – Nürnberg Hbf – Passau Hbf – Linz Hbf – Wien Hauptbahnhof] | kétóránként       |
| IC 26         | Stralsund Hbf – Hamburg Hbf – Kassel-Wilhelmshöhe – Gießen – Frankfurt (Main) Hbf – Heidelberg Hbf – Karlsruhe Hbf (– Augsburg Hbf – München Hbf) | kétóránként       |
| IC 50         | Frankfurt (Main) Hbf – Mannheim Hbf – Kaiserslautern Hbf – Saarbrücken Hbf | egyszer naponta   |
| IC 62         | Frankfurt (Main) – Stuttgart Hbf – Augsburg Hbf – München Hbf – Salzburg Hbf (–Graz Hbf/Klagenfurt Hbf) | kétóránként       |
| IC 87         | (Frankfurt (Main) Hbf –) Stuttgart Hbf – Zürich HB | egyszer naponta   |
| RJ 63         | Frankfurt (Main) Hbf – München Hbf – Salzburg Hbf – Linz Hbf – Wien Hauptbahnhof] – Keleti pályaudvar | egyszer hetente   |
| RJ 66         | Budapest Keleti pályaudvar – Wien Hauptbahnhof] – Linz Hbf – Salzburg Hbf – München Hbf – Frankfurt (Main) Hbf | kétszer hetente   |

### Regionális forgalom
| Járat | Útvonal |
| ----- | --- |
| RE 10 | Frankfurt Hbf–Frankfurt-Höchst–Wiesbaden Hbf–Lorch–Koblenz Hbf                                                           |
| RE 20 | Frankfurt Hbf–Frankfurt-Höchst–Niederhausen–Limburg an der Lahn                                                          |
| RE 30 | Frankfurt Hbf–Friedberg–Gießen–Marburg–Treysa–Kassel                                                                     |
| RE 40 | Frankfurt Hbf–Friedberg–Gießen–Wetzlar–Dillenburg–Haiger–Siegen                                                          |
| RE 50 | Frankfurt Hbf–Frankfurt Süd–Offenbach Hbf–Hanau Hbf–Fulda                                                                |
| RE 55 | Frankfurt Hbf/Flughafen Regionalbhf–Offenbach Hbf–Hanau Hbf–Aschaffenburg–Würzburg                                       |
| RE 60 | Frankfurt Hbf–Darmstadt Hbf–Bensheim–Mannheim Hbf                                                                        |
| RE 64 | Frankfurt Hbf–Offenbach Hbf–Hanau Hbf–Babenhausen–Groß-Umstadt-Wiebelsbach (–Erbach (Odenwald))                          |
| RE 70 | Frankfurt Hbf–Riedstadt-Goddelau–Gernsheim–Biblis–Mannheim Hbf                                                           |
| RE 80 | Frankfurt Hbf–Frankfurt-Flughafen Regionalbahnhof–Rüsselsheim–Mainz Hbf–Bingen–Koblenz Hbf/Bad Kreuznach–Saarbrücken Hbf |
| RB 55 | Frankfurt Hbf–Frankfurt Süd–Maintal–Hanau Hbf–Aschaffenburg                                                              |
| SE 12 | Frankfurt Hbf–Frankfurt-Höchst–Königstein im Taunus                                                                      |
| SE 15 | Frankfurt Hbf–Bad Homburg vor der Höhe–Friedrichsdorf–Brandoberndorf                                                     |
| SE 20 | Frankfurt Hbf–Höchst–Niedernhausen–Limburg an der Lahn                                                                   |
| SE 30 | Frankfurt Hbf–Friedberg–Butzbach–Gießen–Marburg–Cölbe–Stadtallendorf–Neustadt–Treysa                                     |
| SE 32 | Frankfurt Hbf–Friedberg–Nidda                                                                                            |
| SE 34 | Frankfurt Hbf–Bad Vilbel–Nidderau–Glauburg-Stockheim                                                                     |
| SE 40 | Frankfurt Hbf–Friedberg–Butzbach–Gießen–Wetzlar–Herborn–Dillenburg                                                       |
| SE 50 | Frankfurt Hbf–Offenbach Hbf–Hanau Hbf–Langenselbold–Gelnhausen–Wächtersbach                                              |
| SE 60 | Frankfurt Hbf–Darmstadt Hbf –Bensheim–Heppenheim–Weinheim–Heidelberg Hbf                                                 |
| SE 61 | Frankfurt Hbf–Dreieich-Buchschlag–Rödermark-Ober-Roden–Dieburg                                                           |
| SE 65 | Frankfurt Hbf–Darmstadt Nord–Reinheim–Groß-Umstadt-Wiebelsbach–Erbach (Odenwald)                                         |
| S7    | Frankfurt Hbf–Riedstadt-Goddelau                                                                                         |

## Érdekességek
A pályaudvar meg lett építve LEGO kockákból is, egy ideig a müncheni Miniland kiállításon volt látható.